# 赫納蒂夫卡 (基輔州)
50°23′32″N 30°12′48″E / 50.39222°N 30.21333°E
赫納蒂夫卡（烏克蘭語：Гнатівка）是位於烏克蘭北部的村莊，由基辅州布恰区的比洛霍羅德卡市鎮負責管轄。該村始建於1541年，面積0.79平方公里，海拔高度124米，2001年人口354，人口密度每平方公里446.4人。